# Roger Smeets
Roger Smeets (23 augustus 1973) is een Nederlandse voormalige langeafstandsloper, ex-duatleet, ex-profwielrenner en ex-mountainbiker uit Elsloo. Hij werd tweemaal Nederlands kampioen duatlon.

## Loopbaan
In 2002 reed Smeets aan de leiding tijdens het NK duatlon, maar verloor deze positie door een lekke band in de wedstrijd. Vanwege deze prestatie mocht hij alsnog Nederland vertegenwoordigen op het WK duatlon 2002. Hier kwam hij knap als eerste van de fiets, maar werd hierna ingehaald door sterkere lopers en finishte uiteindelijk als 22e. Door een enkelblessure moest hij het EK duatlon in Zeitz datzelfde jaar overslaan.
In 2003 won Smeets in Valkenburg het Nederlands kampioenschap duatlon in 1:55.13. Hij versloeg hiermee Armand van der Smissen (1:56.41) en Sandor Mol (1:58.04). Op het EK dat jaar werd hij vijfde in 1:50.43.
Een jaar later had hij zijn Nederlandse titel kunnen prolongeren, ware het niet dat hij door een vrijwilliger een ronde te vroeg naar de finish werd geleid en uiteindelijk gediskwalificeerd werd. Na deze wedstrijd wilde hij stoppen met de duatlonsport: "Als je zoiets meemaakt, ga je jezelf afvragen waar je eigenlijk mee bezig bent. Duatlon is in Nederland zo amateuristisch dat het niet meer leuk is....".
Smeets liet zich een jaar lang niet zien op wedstrijden (inclusief het EK duatlon 2004). Hij verscheen op het NK duatlon 2005, dat hij prompt won in een tijd van 1:51.25. Hij versloeg hiermee in Molenschot met meer dan 3 minuten voorsprong Huub Maas (2e in 1:54.41) en de vicewereldkampioen Marcel Laros (3e 1:54.55).
In 2006 won hij het combi-klassement in Egmond. Het fietsonderdeel (36 km) legde hij af in 1:13.49 en een dag later liep hij de halve marathon in 1:06.56.
In 2007 maakte Smeets zijn marathondebuut op de Maasmarathon en werd tweede in 2:17.54 achter Eric Gerom. Ook won hij dat jaar de St. Bavoloop (10 km) in 29.46. Smeets, die Luc Krotwaar verving, versloeg hiermee zesvoudig winnaar Jeroen van Damme.
Tegenwoordig is Smeets trainer bij AV Caesar.

## Nederlandse kampioenschappen duatlon
| Onderdeel | Jaar       |
| --------- | ---------- |
| duatlon   | 2003, 2005 |

## Prestaties

### Duatlon
- 2002:  duatlon in Valkenburg - 1:51.37
- 2002: 22e WK - 1:46.40
- 2003:  NK - 1:55.13
- 2003: 5e EK - 1:50.43
- 2005:  NK - 1:51.25
- 2006:  combi klassement Egmond - 2:20.45
- 2006: 5e Powerman - 2:42.45

### Atletiek

#### 10 km
- 2003: 12e Parelloop (10 km) - 30.55
- 2004: 16e Parelloop (10 km) - 29.38
- 2005: 11e Parelloop (10 km) - 30.04
- 2006: 13e Parelloop (10 km) - 30.16
- 2007:  St. Bavoloop (10 km) - 29.46
- 2007: 20e Parelloop (10 km) - 30.21
- 2010: 25e Parelloop (10 km) - 31.24
- 2012: 55e Parelloop (10 km) - 32.16
- 2015:  M40 NK in Schoorl - 31.37
- 2016:  M40 NK 10 km in Schoorl - 32.36
- 2022:  M45 NK in Venlo - 34.06

#### 10 km tot 21 km
- 2004:  Mescherbergloop (14,4 km) - 49.33
- 2005: 14e Zevenheuvelenloop - 46.26
- 2005: 5e Maastrichts Mooiste (15 km) - 45.33,2
- 2005:  Peter Rusmanloop (10 EM) - 51.31
- 2006:  Mescherbergloop (14,4 km) - 50.03
- 2007: 20e Dam tot Damloop (16,1 km) - 50.36
- 2010:  Mescherbergloop - 53.02
- 2010:  Peter Rusmanloop (10 EM) - 51.09
- 2010:  Maastrichts Mooiste (15 km) - 49.01
- 2011:  Maastrichts Mooiste (15 km) - 47.36
- 2012:  Peter Rusmanloop (10 EM) - 52.45
- 2012:  Berden Voorjaarsloop (15 km) - 48.48
- 2014: 18e Montferland Run - 48.32
- 2015:  Maastrichts Mooiste (16.1 km) - 55.19
- 2016:  Peter Rusmanloop (10 EM) - 53:25

#### halve marathon
- 2006: 8e Venloop - 1:06.16
- 2006: 16e halve marathon van Egmond - 1:06.56
- 2007: 11e Venloop - 1:06.29
- 2007: 8e Marquetteloop - 1:05.15
- 2011:  M35 NK in Breda - 1:10.40 (20e overall)
- 2012:  M35 NK in Venlo - 1:09.22
- 2013: 4e M35 NK halve marathon - 1:10.09
- 2015:  M40 NK halve marathon - 1:11.31 (6e overall)
- 2016:  M40 NK halve marathon - 1:09.55
- 2019:  M45 NK te Venlo - 1:12.50
- 2023:  M50 NK te Breda - 1:16.15

#### marathon
- 2007:  Maasmarathon - 2:17.54
- 2011: 9e NK in Amsterdam - 2:23.31
- 2014:  Mergelland Marathon - 2:33.55
- 2015:  Mergelland Marathon - 2:34.28

#### veldlopen
- 2006:  Abdijcross (9,6 km) - 31.31
- 2007:  Abdijcross (10,65 km) - 34.28
- 2009:  Abdijcross (9,5 km) - 30.28